# EBS 특별기획 통찰
《EBS 특별기획 통찰》은 EBS 1TV에서 월요일 ~ 화요일 밤 12시 10분에 방송한 교양 프로그램이다.

## 같이 보기
- 차이나는 클라스 - 질문 있습니다 (JTBC)
- 어쩌다 어른 (tvN)